# Brève
Pour les articles homonymes, voir Brève (homonymie).
La brève ‹ ◌̆ › (du latin brevis, « court ») est, à l'origine, un diacritique de l'alphabet grec, utilisé maintenant comme diacritique de l'alphabet latin et de l'alphabet cyrillique.
Au départ, il servait en philologie pour noter une voyelle courte – par opposition au macron ‹ ◌̄ ›, qui indique une voyelle longue. Dans l'alphabet cyrillique, bien que les voyelles le portant soient généralement qualifiées de « courtes », il transcrit un deuxième élément de diphtongue. Utilisé dans les écritures modernes, ses fonctions ont souvent évolué.
Malgré leur ressemblance, il ne faut pas confondre la brève (qui est arrondie) avec le caron (qui est pointu).

## Exemples
La brève est utilisée dans les langues et écritures suivantes :
- alphabet cyrillique : 
  - biélorusse : elle est utilisée sur la lettre у pour former ў (« u court »), valant /u̯/ deuxième élément de diphtongue ; l'alphabet łacinka, variante latine pour le biélorusse, l'écrit ŭ (même valeur) ;
  - russe : la brève est utilisée sur и (й ; « i court ») et vaut /i̯/ ;
  - ukrainien et bulgare : outre la valeur /i̯/ de й, la lettre sert aussi à noter la consonne /j/, par exemple devant /o/ : йо = /jo/ (qu'on note ё ou, plus couramment, е en russe) ;
  - langues caucasiennes et langues turques : dans les orthographes cyrilliques de langues non slaves, il n'est pas rare qu'on se soit servi de й et ў pour noter les consonnes /j/ et /w/, que l'alphabet cyrillique ne sait sinon pas représenter simplement ;
  - tchouvache : on trouve les voyelles avec brève ă et ӗ ;
- alphabet latin : 
  - la brève est traditionnellement utilisée dans les transcriptions phonétiques (système de Bourciez, transcription des germanistes, alphabet phonétique international, etc.)  pour indiquer que les voyelles sont brèves ;
  - espéranto : ŭ est la deuxième lettre d'une diphtongue aŭ ou eŭ ;
  - roumain : ă représente une voyelle moyenne centrale /ə/, parfois transcrite /ʌ/ par certains auteurs pour éviter la lecture du schwa /ə/ comme une voyelle réduite[1],[2], étant non seulement atone mais aussi tonique[3] ;
  - turc : le turc ne l'utilise que sur une consonne, g, pour former le yumuşak ge (« g doux »), ğ, parfois muet mais marquant la voyelle précédente comme longue ;
  - coréen : la romanisation McCune-Reischauer du coréen utilise la brève sur la lettre ŏ pour représenter la voyelle ㅓ(/ʌ/), et la lettre ŭ pour représenter la voyelle ㅡ (/ɯ/).
  - vietnamien : en quốc ngữ, ă représente un /a/ bref.

## Représentation informatique
Le tableau suivant résume les différents codages Unicode pour les caractères comportant une brève :
| Latin      | Latin     | Latin     | Latin     |
| Majuscule  | Majuscule | Minuscule | Minuscule |
| Lettre     | Code      | Lettre    | Code      |
| ---------- | --------- | --------- | --------- |
| Ă          | U+0102    | ă         | U+0103    |
| Ắ          | U+1EAE    | ắ         | U+1EAF    |
| Ằ          | U+1EB0    | ằ         | U+1EB1    |
| Ẳ          | U+1EB2    | ẳ         | U+1EB3    |
| Ẵ          | U+1EB4    | ẵ         | U+1EB5    |
| Ặ          | U+1EB6    | ặ         | U+1EB6    |
| Ĕ          | U+0114    | ĕ         | U+0115    |
| Ḝ          | U+1E1C    | ḝ         | U+1E1D    |
| Ğ          | U+011E    | ğ         | U+011F    |
| Ĭ          | U+012C    | ĭ         | U+012D    |
| Ŏ          | U+014E    | ŏ         | U+014F    |
| Ŭ          | U+016C    | ŭ         | U+016D    |
| Cyrillique |           |           |           |
| Majuscule  | Majuscule | Minuscule | Minuscule |
| Ӑ          | U+04D0    | ӑ         | U+04D1    |
| Ӗ          | U+04D6    | ӗ         | U+04D7    |
| Ў          | U+040E    | ў         | U+045E    |
| Й          | U+0419    | й         | U+0439    |
| Grec       |           |           |           |
| Majuscule  | Majuscule | Minuscule | Minuscule |
| Ᾰ          | U+1FB8    | ᾰ         | U+1FB0    |
| Ῐ          | U+1FD8    | ῐ         | U+1FD0    |
| Ῠ          | U+1FE8    | ῠ         | U+1FE0    |

## Écrire une brève
Sur les claviers, il existe un accent circonflexe que l'on peut ajouter aux voyelles (â ê î ô û), en tapant [circonflexe], puis la voyelle.
On appelle cela un « circonflexe mort ».
De même, il existe une « brève morte », qui se trouve sous Windows en faisant AltGr + Maj + *, suivi de la voyelle.
Cela fonctionne également sans problèmes sous KDE/Qt (GNU-Linux). Pour Gnome/Gtk, il faut forcer l'utilisation de xim en ajoutant, dans .bashrc, les lignes suivantes :
```
GTK_IM_MODULE=xim
export GTK_IM_MODULE
```

Sur les systèmes dérivés d'Unix, il est également possible de l'écrire avec la touche de composition + ( + lettre sur laquelle on veut ajouter la brève.
Sur Mac OS X 10.3, Mac OS X 10.4 et Mac OS X 10.5, il convient de sélectionner la méthode de saisie « clavier américain étendu », de taper « option » + « B » et de compléter par la lettre à accentuer (en prenant garde au fait que le clavier est considéré comme étant QWERTY). Il faut donc taper « q » pour obtenir un « a ».